# Soběslav I
Soběslav I je centrální část města Soběslav v okrese Tábor v Jihočeském kraji. Je zde evidováno 590 adres. V roce 2011 zde trvale žilo 866 obyvatel.
Soběslav I leží v katastrálním území Soběslav o výměře 13,04 km².
Do čtvrti patří především historický střed města s náměstím Republiky, dále pak řada ulic v jihozápadní části města za řekou Lužnicí a část ulic na severovýchodě (K Sedlečku a Na Douskách).

## Historie
První písemná zmínka o vesnici pochází z roku 1293.
Soběslav I vznikla k 1. červenci 1980 jako část města Soběslav v okrese Tábor.

## Obyvatelstvo
| Rok            | 1869  | 1880  | 1890  | 1900  | 1910  | 1921  | 1930  | 1950  | 1961  | 1970  | 1980 | 1991 | 2001 | 2011 | 2021 |
| -------------- | ----- | ----- | ----- | ----- | ----- | ----- | ----- | ----- | ----- | ----- | ---- | ---- | ---- | ---- | ---- |
| Počet obyvatel | 1 560 | 3 954 | 3 854 | 1 685 | 1 463 | 3 909 | 1 200 | 4 500 | 5 506 | 1 124 | 846  | 618  | 866  | 866  | 964  |
| Počet domů     | 156   | 408   | 436   | 167   | 154   | 157   | 158   | 845   | 914   | 164   | 148  | 142  | 145  | 150  | 149  |